# Байкальский целлюлозно-бумажный комбинат
Байкальский целлюлозно-бумажный комбинат (Байкальский ЦБК, БЦБК) — промышленное предприятие, расположенное в городе Байкальске Слюдянского района Иркутской области, на юге восточного берега озера Байкал. Получило широкую известность как крупнейший источник загрязнения Байкала.
Комбинат прекратил свою работу 25 декабря 2013 года.

## История

### Строительство и запуск
Строительство Байкальского целлюлозного завода (впоследствии получившего название «Байкальский целлюлозно-бумажный комбинат») началось 17 апреля 1961 года одновременно с основанием посёлка строителей, ставшего после открытия комбината городом Байкальском. Предприятие строилось в первую очередь для обеспечения нужд военного авиастроения целлюлозным шинным кордом. Уже к моменту окончания строительства потребность в нём отпала: промышленность перешла на металлический корд.
В постановлении Совета Министров СССР «О плане развития народного хозяйства СССР на 1964—1965 годы» от 7 декабря 1963 года № 1210 (подпункт «и» пункта 4) Совету Министров РСФСР, Госстрою СССР, Государственному производственному комитету по энергетике и электрификации СССР и Государственному производственному комитету по среднему машиностроению СССР поручено в 1964—1965 годах обеспечить ввод в действие мощностей по производству целлюлозы, бумаги и картона, создаваемых на базе импортного оборудования на Байкальском целлюлозном заводе и других предприятиях.
Распоряжением Совета Министров РСФСР от 12 марта 1965 года. № 658-р принято предложение Иркутского облисполкома об отводе в постоянное пользование Байкальскому целлюлозному заводу для производственных целей земельного участка площадью 180 гектаров из земель гослесфонда в Муринском лесничестве Слюдянского лесхоза.
Осенью 1966 года комбинат был введён в эксплуатацию.
Прекратил свою работу 25 декабря 2013 года.
28 декабря 2013 президентом России В. Путиным было подписано распоряжение о создании на территории закрывшегося комбината экспоцентра «Заповедники России».
В 2021 г. стало известно, что на месте целлюлозно-бумажного комбината возведут санаторно-курортный комплекс.

## Деятельность
Предприятие выпускало вискозную целлюлозу, обёрточную бумагу и др.

Считаю его в первую очередь предприятием по утилизации отходов деревозаготовки и переработки, которое ещё и даёт целлюлозу.— Андрей Дементьев, заместитель министра промышленности и торговли
Наиболее рентабельным продуктом была белёная целлюлоза. Согласно публикации в газете «Коммерсантъ», она использовалась в оборонной промышленности при изготовлении МБР «Тополь» и «Булава».

### Приостановление деятельности
В 2008 году БЦБК по требованию Росприроднадзора приостановил выпуск белёной целлюлозы и перешёл на выпуск менее рентабельной небелёной целлюлозы с использованием технологии замкнутого водооборота, которая полностью исключает выброс даже очищенных стоков в озеро. В конце 2008 года истёк срок действия разрешительной документации на работу комбината, и производство, сократившееся на фоне финансового кризиса, было приостановлено с 10 ноября 2008 года.
К августу 2009 года численность работников БЦБК сократилась с 2300 до 1600 человек, а долги предприятия достигли 1,2 млрд рублей. Возобновление работы комбината ожидалось в начале апреля 2010 года.
Простой предприятия по причине отсутствия разрешительной документации продолжался до мая 2010 года. Пока предприятие не работало, менеджмент БЦБК разработал план восстановления платёжеспособности комбината, предусматривавший программу его экологической и технологической модернизации и перепрофилирования, завершение которых планировалось к 2013 году.

### Закрытие комбината
27 февраля 2013 года зам. председателя Правительства РФ А. В. Дворкович заявил о том, что принято решение постепенно закрыть Байкальский целлюлозно-бумажный комбинат и перенести производство на другие предприятия.
В июне 2013 года председатель Правительства РФ Д. А. Медведев утверждал, что на закрытие БЦБК потребуется порядка двух лет, ещё несколько лет — на ликвидацию отходов предприятия.
С 13 сентября 2013 года было остановлено основное производство (варка целлюлозы), была сокращена половина работников. Оставшиеся работники занимались обслуживанием ТЭЦ, снабжающей теплом город Байкальск, а также следили за техническим состоянием оборудования комбината.

### Деятельность в период процедур банкротства
В 2009 году один из кредиторов комбината — компания «Сибстройлес» обратилась в Арбитражный суд Иркутской области с заявлением о признании ОАО «БЦБК» несостоятельным (банкротом). Из заявления следует, что ОАО «БЦБК» имеет денежное обязательство перед ООО «СибСтройЛес» в сумме 1 490 797 руб. 06 коп. Заявление ООО «СибСтройЛес» о признании должника банкротом было принято к производству и назначено к слушанию на 6 октября 2009 года.
28 октября 2009 года определением Арбитражного суда Иркутской области в отношении ОАО «БЦБК» введена процедура банкротства — наблюдение, временным управляющим утверждён Решетников Сергей Алексеевич, являющийся членом Некоммерческого партнерства «Межрегиональная саморегулируемая организация профессиональных арбитражных управляющих».
В июле 2010 года, после полугодового тестирования оборудования и предшествовавшего исключения Правительством РФ производства целлюлозы, бумаги и картона из перечня видов деятельности, запрещённых в центральной экологической зоне Байкальской природной территории, комбинат возобновил производство белёной сульфатной целлюлозы.
22 декабря 2010 года определением Арбитражного суда Иркутской области в отношении ОАО «БЦБК» введена процедура внешнего управления на срок до 22 июня 2012 года, внешним управляющим утверждён Иванов Александр Владимирович, являющийся членом Некоммерческого партнерства «Саморегулируемая организация арбитражных управляющих Центрального федерального округа».
Внешний управляющий представил план внешнего управления, предусматривающий продолжение деятельности комбината в течение последующих 24 месяцев и аккумулирование за указанный срок 2,6 миллиардов рублей для расчётов с кредиторами. Согласно данному документу, предприятие предположительно должно в течение двух лет выйти на ежегодное производство 100 тысяч тонн белёной целлюлозы на одном потоке и запустить второй поток по производству небелёной целлюлозы производительностью 100 тыс. тонн в год. На собрании кредиторов 15 марта 2011 года за утверждение плана внешнего управления проголосовало 92,4 % кредиторов.

## Экологическое воздействие. Протесты против возобновления работы комбината
Строительство Байкальского ЦБК вызвало в советское время протесты многих учёных и общественных деятелей. В защиту озера от размещения на его берегах целлюлозных производств высказывались М. А. Шолохов, П. Л. Капица, М. В. Келдыш, И. П. Герасимов и другие. 
Сторонники строительства Байкальского ЦБК обвиняли своих противников в некомпетентности и непатриотичности. В ответ в 1965 году академик А. А. Трофимук публично уличил во лжи министра лесной и целлюлозно-бумажной промышленности Г. М. Орлова, заявлявшего о безопасности стоков Байкальского ЦБК.
С конца 80-х — начала 90-х стала набирать силу широкая общественная критика работы ЦБК. 
«Движение в защиту Байкала» стало одним из наиболее массовых и известных экологических движений в Советском Союзе.
Байкальский ЦБК по крайней мере до 2007 года являлся основным загрязнителем воды озера Байкал. По данным Евгения Шварца, директора по природоохранной политике Всемирного фонда дикой природы России, ссылавшегося на государственный доклад «О состоянии озера Байкал и мерах по его охране в 2008 г.», объём сбросов предприятия в 2008 году составил 27,53 млн тонн, а с 1999 по 2007 годы, когда комбинат работал на полную мощность, — в пределах 36,8—48,2 млн т ежегодно. По данным природоохранной организации «Гринпис», в 2010 году Байкальский ЦБК сбросил в озеро 12,5 млн м3 недостаточно очищенных сточных вод, в 2011 году — 26,5 млн м3. В ходе погружения глубоководных аппаратов «Мир» в июле 2010 года в месте выхода сточных труб комбината на глубине 33 м были обнаружены опасные соединения хлора.
На протяжении последних лет разрабатывался ряд программ, направленных на перепрофилирование либо перенос этого вредного производства. Однако перевод предприятия на замкнутый цикл водооборота сдерживался неготовностью канализационных очистных сооружений (КОС) города Байкальска: все хозяйственно-бытовые стоки города проходили через очистные сооружения предприятия.
В начале декабря 2007 года Росприроднадзор России направил в арбитражный суд Иркутской области иск с требованием приостановить работу Байкальского ЦБК в связи с истечением 3 ноября сроков действия лицензий на использование водного объекта. По результатам проверки замглавы данного ведомства Олега Митволя, концентрация отдельных загрязняющих веществ в стоках предприятия превышена в 12 раз по сравнению с нормативом.
5 сентября 2008 года была начата тестовая эксплуатация системы замкнутого водооборота комбината (технология позволяла очищать сбросы на 98 %), сброс неочищенных стоков был прекращён.
2 октября 2008 года предприятие перешло на замкнутый водооборот. Однако экологи заявили, что это не решит проблемы загрязнения Байкала. При этом было прекращено производство вискозной белёной целлюлозы, которую при замкнутом цикле водооборота производить невозможно.
6 ноября 2008 года Арбитражный суд Иркутской области вынес решения по Делу № А19-18235/07-23 о приостановлении деятельности ОАО «Байкальский ЦБК», и по Делу № А19-1004/08-54 о возмещении вреда окружающей среде ОАО «Байкальский ЦБК» по заявлениям Росприроднадзора в пользу БЦБК, в удовлетворении заявленных требований отказано.
13 января 2010 года постановлением правительства № 1 «О внесении изменений в перечень видов деятельности, запрещённых в центральной экологической зоне Байкальской природной территории», подписанным В. Путиным во изменение Постановления от 30 августа 2001 года, была создана правовая база для возобновления работы комбината.
15 марта 2011 года Альфа-банк, пользуясь своим контролирующим положением, в одностороннем порядке одобрил план внешнего управления предприятием. Данный план, рассчитанный на два года, предусматривает существенное увеличение производства белёной целлюлозы, но не содержит никаких экологических мероприятий, которые были ключевым условием выдачи разрешений на запуск. Другие кредиторы БЦБК и государство не голосовали за данный план, в том числе потому, что он не содержал программы экологической модернизации и перепрофилирования.
Сегодня[когда?] государство, местные власти, экологи, учёные (оставшееся без ответа письмо академика Николая Лавёрова президенту Альфа-банка Петру Авену) и широкая общественность бьют тревогу в связи с ситуацией вокруг БЦБК, которая может привести к нежелательным социальным и экологическим последствиям.
В 2011 году, накануне Дня Байкала, водолазы «Гринпис» установили на дне озера знак с перечислением тройки финалистов голосования «Враг Байкала», причём лидирующую позицию в опросе занял Владимир Путин.

### Ликвидация экологического ущерба от деятельности Байкальского ЦБК
Необходимость ликвидировать экологический ущерб от деятельности Байкальского целлюлозно-бумажного комбината возникла практически одновременно с его пуском. По официальным данным за полвека работы комбината в 14 бассейнах шламонакопителях скопилось и хранится более 6,2 млн м3 отходов IV класса опасности: шлам-лигнин, зола, древесная кора, промышленные и бытовые отходы, щёлокосодержащая жидкость. Огромную экологическую опасность для Байкала представляют отходы, хранящиеся на промплощадке БЦБК. Угрозу озеру несут и корпуса бывшего комбината, разрушающиеся от неиспользования и вандализма.
По заказу Министерства природных ресурсов и экологии Российской Федерации и Внешэкономбанка «ВЭБ инжиниринг» в 2012—2016 гг. разработал проектную документацию «Реализация мероприятий по ликвидации негативного воздействия отходов, накопленных в результате деятельности ОАО «БЦБК». 
Решением Правительства РФ права заказчика программы ликвидации экологического ущерба переданы администрации Иркутской области. 
Распоряжением Правительства РФ исполнителем программы назначено АО «Росгеология». Государственный контракт между Минприроды Иркутской области и АО «Иркутскгеофизика» (холдинг Росгеология») о реализации программы ликвидации отходов БЦБК подписан в конце 2017 года. 
Финансирование работ предусмотрено из бюджета РФ и региона.
В 2018 г. Росгеология приступила к реализации проекта ликвидации отходов БЦБК. Однако практическая работа была приостановлена из-за невозможности реализовать проект ликвидации из-за его несоответствия фактическому состоянию оборудования Байкальского ЦБК: в проекте были задействованы очистные сооружения комбината, которые оказались в разобранном и нерабочем состоянии.
В 2018 г. подписаны два Дополнительных соглашения к Государственному контракту, которые предусматривают корректировку проекта ликвидации отходов, увеличение объемов ликвидируемых отходов и проведение опытно-промышленных работ на картах шламонакопителях cleanbaikal.ru Архивная копия от 5 марта 2020 на Wayback Machine. Задача допсоглашений — уточнение объемов, состава отходов и определение лучших технологий переработки накопленного экологического ущерба .
Скорректированный проект ликвидации отходов БЦБК появится в 2019 году, после его утверждения Государственной экологической экспертизой и прохождения Госэкспертизы. Предполагается, что в результате переработки отходов IV класса опасности получится в качестве твёрдого вещества — почвогрунт, в качестве жидкого — вода, которую возможно сбросить в реки бассейна озера Байкал . Почвогрунт будет использован для рекультивации прибайкальских территорий с последующим высаживанием кустов и деревьев.
К практической деятельности по переработке накопленных отходов Росгеология приступила в 2019 году. Завершение работ на шламонакопителях намечено на конец 2021 г. Очистить территорию БЦБК предстоит в ходе следующего этапа.

## Собственники и руководство
49 % акций Байкальского ЦБК принадлежит[когда?] государству в лице Росимущества, 
51 % — у инвестиционной компании «Континентальинвест» Николая Макарова.
В июле 2010 года Альфа-банк выкупил реестровую задолженность БЦБК перед ЗАО «Райффайзенбанк» на сумму 327 млн рублей и стал контролирующим кредитором БЦБК. Банк не только аккумулировал за счёт скупки задолженность БЦБК в размере 931 млн рублей, но и начислил на неё пени и штрафы на сумму 420 млн рублей, которые якобы натекли в период вынужденного простоя комбината. Сейчас он требует их через суд.
Получив контроль, Альфа-банк отверг предложенный менеджментом комбината план восстановления платёжеспособности комбината (план предусматривал программу экологической и технологической модернизации и перепрофилирования предприятия к 2013 году) и заявил о намерении ввести процедуру внешнего управления. 
Арбитражный суд Иркутской области 22 декабря 2010 года удовлетворил требование Альфа-банка о введении на предприятии процедуры внешнего управления, кандидатура арбитражного управляющего была номинирована Альфа-банком, суд её утвердил.
С целью установления контроля над финансовыми потоками БЦБК, на посты исполнительного директора, финансового и коммерческого директоров комбината сразу же были назначены люди, представляющие интересы банка. Сегодня БЦБК находится под полным финансовым и операционным контролем Альфа-банка, собственники от управления были отстранены.
В феврале 2013 года Внешэкономбанк выкупил у Альфа-банка долги комбината, на сумму 1,75 млрд руб.

## В культуре
Строительству комбината был посвящён фильм «У озера», снятый в 1969 году режиссёром С. А. Герасимовым и признанный лучшим фильмом 1970 года по опросу журнала «Советский экран».